# مجلس النواب العراقي
مجلس النواب العراقي (باللغة الكردية: ئه‌نجومه‌نی نوێنه‌رانی عێراق) هو الهيئة التشريعية والرقابية لجمهورية العراق وتتألف من نواب منتخبين عن دوائر انتخابية تمثل مواطني العراق. عدد اعداد المجلس حاليا 329 مقعداً ومقرّه في بغداد داخل المنطقة الدولية (المنطقة الخضراء).
يختص مجلس النواب المنتخب بتشريع القوانين الاتحادية والرقابة على أداء السلطة التنفيذية وإنتخاب رئيس جمهورية العراق وتنظيم عملية المصادقة على المعاهدات والاتفاقيات الدولية بقانون يسن بأغلبية ثلثي أعضاء مجلس النواب، بالإضافة إلى تنفيذ بقية الصلاحيات والمهام المناطة بالمجلس والمدرجة في المادة الحادية والستين (61) من الدستور العراقي.
يتكون مجلس النواب من عدد من الأعضاء بنسبة مقعد واحد لكل مائة ألف نسمة من نفوس العراق (بشكل تقريبي). يتم انتخاب الأعضاء عن طريق الاقتراع العام السري المباشر. مدة الدورة الانتخابية للمجلس هي أربع سنوات تقويمية، تبدأ بأول جلسة له وتنتهي بنهاية السنة الرابعة. يجري انتخاب مجلس النواب الجديد قبل خمسةٍ وأربعين يوماً من تاريخ انتهاء الدورة الانتخابية السابقة.

## التاريخ

### العهد الملكي: 1921-1958
انتخب المجلس التأسيسي للمملكة العراقية في عام 1924 وقام بكتابة دستور عراقي يدعو لنظام ملكي دستوري. شُكّل أول برلمان عراقي منتخب بعد كتابة الدستور وإقامة نظام ملكي دستوري في سنة 1925، ودعا دستور سنة 1925 إلى برلمان يسمى «مجلس الأمة» مكون مجلسين هما مجلس النواب ومجلس أعيان. وينتخب مجلس النواب بناء على حق الاقتراع للمؤهلين. ويعين مجلس الشيوخ (مجلس الأعيان) من قبل الملك. وقد أُجريت ما بين عام 1925 وانقلاب سنة 1958 ستة عشر انتخابات تشريعية.
في 17 كانون الثاني/يناير، 1953 جرت انتخابات مجلس النواب. بعد الجدل حول تنفيذ ما يسمى حلف بغداد، دعا رئيس الوزراء نوري باشا السعيد إلى إجراء انتخابات في السنة التالية، في عام 1954 في وقت مبكر. كما تمّ حل البرلمان بعد ذلك بوقت قصير، وبدأ يحكم بموجب مرسوم، ولكن المعارضة أجبرته على عقد ثالث انتخابات في غضون ثلاث سنوات. والثاني 1954 انتخابات فاسدة جدا، مع أعداء -سعيد سياسية محظورة من خوض الانتخابات، وعلى نطاق واسع لإكراه الناخبين. عُلقت الجمعية مرة أخرى. جرى انتخاب آخر برلمان في العهد الملكي في أيار 1958.

### العهد الجمهوري: 1958-1979
في عام 1958 أعلن النظام الجمهوري، وتم إلغاء النظام الملكي والبرلمان بقيام حركة 14 تموز من قبل تنظيم الضباط الأحرار بقيادة عبد الكريم قاسم، ثم جاء انقلاب سنة 1963 الذي قام به حزب البعث العربي الاشتراكي.

### حكم صدام حسين: 1979-2003
في عام 1970 أنشئ المجلس حسب الدستور العراقي وسمي بالمجلس الوطني. ومع ذلك، لم تحدث انتخابات عامة حتى شهر حزيران من عام 1980، في عهد الرئيس العراقي صدام حسين. واستغرق عدة انتخابات في الفترة ما بين 1989 و 2003. وكان المجلس الوطني إلى حد كبير رمزا من رموز تأييد حكم الرئيس صدام حسين، ولم تعتبر الانتخابات لأعضائها حرة ونزيهة من قبل المجتمع الدولي. وكان أكثر المنتخبَين لعضوية المجلس الوطني من البعثيين.

### الفترة الانتقالية: 2003-2005
في عام 2003، تمت إزالة صدام حسين من السلطة من قبل الولايات المتحدة الأمريكية والمملكة المتحدة وحلفاؤهم خلال الحرب على العراق. في آذار/مارس 2004 وقع مجلس الإدارة الذي شكّلته سلطة الائتلاف المؤقتة على دستور مؤقت دعا إلى انتخاب جمعية وطنية انتقالية في موعد لا يتجاوز نهاية يناير 2005. وعلى هذه الجمعية صياغة الدستور الدائم الذي سيعرض بعد ذلك الشعب العراقي في استفتاء عام.
جرت انتخابات مجلس النواب للمرحلة الانتقالية في 30 كانون الثاني/يناير، 2005. فاز الائتلاف العراقي الموحد بأغلب المقاعد بنسبة 48% من الأصوات مايعادل 140 مقعدا. وكان عدد النساء في الجمعية خمسة وثمانين عضوا. بدأت المحادثات بين الائتلاف العراقي الموحد والأحزاب الأخرى لتشكيل حكومة ائتلافية بعد الانتخابات قريبا. وكانت الجمعية أول اجتماع لها في 16 آذار/مارس، 2005. بعد أسابيع من المفاوضات بين الأحزاب السياسية المهيمنة، في 4 أبريل 2005، تم اختيار العربي السني حاجم الحسني رئيسا للبرلمان؛ تم انتخاب العربي الشيعي حسين الشهرستاني والكردي عارف طيفور ليشغلا منصبي النائب الأول والنائب الثاني لرئيس البرلمان. انتخبت الجمعية جلال طالباني لرئاسة مجلس الرئاسة في 6 نيسان/أبريل، ووافق على اختيار إبراهيم الجعفري وحكومته يوم 28 أبريل نيسان.

### الدستور الحالي: 2005 حتى الآن
في ظل الدستور الدائم وافق في 15 تشرين الأول/أكتوبر 2005، تناط السلطة التشريعية في جسدين، مجلس النواب ومجلس الاتحاد. مجلس النواب يتكون من 325 عضوا ينتخبون لمدة أربع سنوات، مع دورتين في كل فصل برلماني سنويا. المجلس يمرر القوانين الاتحادية، ويشرف على السلطة التنفيذية، يبرم المعاهدات، ويوافق الترشيحات من المسؤولين المحدد. فإنه ينتخب رئيس الجمهورية الذي يختار رئيس الوزراء من ائتلاف الأغلبية في المجلس. (وخلال فترة أولية، فإن مجلس الرئاسة المكون من ثلاثة أعضاء تنتخبهم مجلس النواب لتنفيذ واجبات رئيس الجمهورية.) أجريت انتخابات لمجلس النواب في 15 كانون الأول/ديسمبر 2005. اجتمع أول مجلس في تاريخ 16 آذار 2006، بالضبط بعد مرور عام على أول اجتماع للجمعية الانتقالية. ومنذ ذلك العام، تجرى الانتخابات البرلمانية كل 4 سنوات.
مجلس النواب العراقي له نفس الاسم باللغة العربية (مجلس النواب، مجلس و Nuwwab) كمنازل السفلي التشريعية البحرين والمغرب والأردن، واليمن، وبما أن المجالس التشريعية مجلس واحد من لبنان وتونس. ومع ذلك، يتم استخدام عدد من المصطلحات الإنجليزية للإشارة إلى مختلف هذه الهيئات. ومجلس الاتحاد، أو مجلس الاتحاد (مجلس الاتحاد) وتتكون من ممثلين من مناطق العراق. لم يتم تعريف دقيق لتكوينها ومسؤولياتها في الدستور وسيتم تحديده من قبل مجلس النواب.

### أحداث أمنية
في 12 من شهر نيسان/ أبريل من عام 2007، قُتل النائب محمد عوض، وهو عضو حزب سياسي من مجلس الحوار الوطني العراقي، خلال تفجير وقع في البرلمان العراقي وأصيب 22.

### أزمات برلمانية
وكانت مجموعة من النواب السنة قد قاطعوا جلسة البرلمان في احتجاج حزيران/يونيو 2007 لإزالة المتكلم، محمود المشهداني، وبعد سلسلة من الإجراءات المثيرة للجدل. ولقد عادوا في شهر يوليو /تموز وكان المتحدث بإعادة تنصيبه على أساس أنه سيستقيل بهدوء بعد بضع جلسات. وكانت مجموعة من أعضاء البرلمان الشيعة عادوا أيضا في يوليو /تموز بعد المقاطعة التي حصلت عليها تحقيقا في تفجير مسجد شيعي، جنبا إلى جنب مع تحسن الأوضاع الأمنية وإعادة الإعمار. وكان البرلمان قد تأسس تحت ضغط من الولايات المتحدة لتمرير التشريعات التي تتعامل مع أعضاء حزب البعث، وتوزيع عائدات النفط، والاستقلال الذاتي الإقليمي، والإصلاح الدستوري، من خلال سبتمبر 2007.

## توزيع مقاعد البرلمان
ينقسم البرلمان إلى 329 مقعد مقعد منها توزع على المحافظات حسب عدد سكانها و 9 مقاعد للأقليات (كوتا).
- بغداد 69 مقعد إضافة إلى 2 مقعد كوتا المسيحين الصابئة المندائية.
- نينوى 31 مقعد إضافة إلى 3 مقاعد كوتا لكل من المسيحين والإيزيدية والشبك.
- البصرة 25 مقعداً.
- ذي قار 19 مقعداً.
- بابل 17 مقعداً.
- السليمانية 18 مقعداً.
- الأنبار 15 مقعداً.
- أربيل 15 مقعداً إضافة لمقعد كوتا المسيحين.
- ديالى 14 مقعداً.
- صلاح الدين 12 مقعداً.
- كركوك 12 مقعداً إضافة لمقعد كوتا المسيحين.
- النجف 12 مقعد.
- واسط 11 مقعداً إضافة لمقعد كوتا الكُرد الفيلية.
- كربلاء 11 مقعداً.
- القادسية 11 مقعداً.
- دهوك 11 مقعداً إضافة لمقعد كوتا المسيحين.
- ميسان 10 مقاعد.
- المثنى 7 مقاعد.

## الانتخابات التشريعية الأولى بعد الدستور
انتخابات كانون الأول/ديسمبر 2005 كانت الاقتراع الثالث في الإنتخابات العراقية بعد 2003، جرت في 15 كانون الأول/ديسمبر 2005، وذلك بعد انتخاب الجمعية الوطنية التي انبثقت عنها الحكومة العراقية الانتقالية، وكانت الاقتراع الأول بعد التصويت على الدستور العراقي الدائم الذي تم في 15 تشرين الأول/أكتوبر 2005 والغرض من هذا الأنتخاب كان اختيار 275 عضوا في البرلمان العراقي أو ما يطلق عليه تسمية مجلس النواب العراقي الدائمي ليقوموا بدورهم بتشكيل حكومة تتولى السلطة لمدة أربع سنوات، وكانت النتائج هي ما يلي:
| الكيان السياسي أو الحزب                 | عدد الأصوات | النسبة المئوية (%) | عدد المقاعد | خسارة/زيادة |
| --------------------------------------- | ----------- | ------------------ | ----------- | ----------- |
| الائتلاف العراقي الموحد                 | 5,021,137   | 41.2               | 128         | -12         |
| التحالف الوطني الكردستاني               | 2,642,172   | 21.7               | 53          | -22         |
| جبهة التوافق العراقية                   | 1,840,216   | 15.1               | 44          | +44         |
| القائمة العراقية الوطنية                | 977,325     | 8.0                | 25          | -15         |
| الجبهة العراقية للحوار الوطني           | 499,963     | 4.1                | 11          | +11         |
| الاتحاد الإسلامي الكردستاني             | 157,688     | 1.3                | 5           | +5          |
| الرساليون                               | 145,028     | 1.2                | 2           | +2          |
| كتلة المصالحة والتحرير                  | 129,847     | 1.1                | 3           | +2          |
| الجبهة التركمانية العراقية              | 87,993      | 0.7                | 1           | -2          |
| قائمة الرافدين                          | 47,263      | 0.4                | 1           | 0           |
| قائمة مثال الآلوسي للأمة العراقية       | 32,245      | 0.3                | 1           | +1          |
| الحركة الإيزيدية من أجل الإصلاح والتقدم | 21,908      | 0.2                | 1           | +1          |
| الكوادر الوطنية المستقلة والنخب         |             |                    | 0           | -3          |
| منظمة العمل الإسلامي في العراق          |             |                    | 0           | -2          |
| الحزب الديمقراطي الوطني                 |             |                    | 0           | -1          |
| المجموع (79.6 % نسبة المشاركة)          | 12,396,631  |                    | 275         |             |

## الانتخابات اللاحقة
تجرى الانتخابات البرلمانية كل 4 سنوات. البرلمان الحالي انتخب في 4 أيار 2018. أسفرت الانتخابات عن النتائج التالية:
| 223.984x223.984px                           |                                         |         |   |         |      |
| الحزب                                       | الحزب                                   | الأصوات | % | المقاعد | +/–  |
|                                             | تحالف سائرون نحو الإصلاح                |         |   | 54      | جديد |
|                                             | ائتلاف الفتح                            |         |   | 47      | جديد |
|                                             | ائتلاف النصر                            |         |   | 42      | جديد |
|                                             | الحزب الديمقراطي الكردستاني             |         |   | 26      |      |
|                                             | ائتلاف دولة القانون                     |         |   | 25      | –67  |
|                                             | ائتلاف الوطنية                          |         |   | 21      | 0    |
|                                             | تيار الحكمة الوطني                      |         |   | 19      | جديد |
|                                             | الاتحاد الوطني الكردستاني               |         |   | 18      | –3   |
|                                             | تحالف القرار العراقي                    |         |   | 14      | –9   |
|                                             | الأنبار هويتنا                          |         |   | 6       | جديد |
|                                             | حركة التغيير الكردية                    |         |   | 5       | –4   |
|                                             | حركة الجيل الجديد                       |         |   | 4       | جديد |
|                                             | تحالف بغداد                             |         |   | 4       |      |
|                                             | تحالف تمدن                              |         |   | 3       | جديد |
|                                             | حركة إرادة                              |         |   | 3       | جديد |
|                                             | التحالف العربي في كركوك                 |         |   | 3       | +2   |
|                                             | نينوى هويتنا                            |         |   | 3       | جديد |
|                                             | الجبهة التركمانية العراقية              |         |   | 3       | +1   |
|                                             | تحالف قلعة الجماهير الوطنية             |         |   | 3       | جديد |
|                                             | ائتلاف كفاءات للتغيير                   |         |   | 2       |      |
|                                             | حركة بابليون                            |         |   | 2       |      |
|                                             | بيارق الخير                             |         |   | 2       |      |
|                                             | الاتحاد للديمقراطية والعدالة            |         |   | 2       | جديد |
|                                             | عابرون                                  |         |   | 2       |      |
|                                             | الجماعة الإسلامية الكردستانية           |         |   | 2       | –1   |
|                                             | الاتحاد الإسلامي الكردستاني             |         |   | 2       | –2   |
|                                             | حزب الجماهير الوطنية                    |         |   | 2       |      |
|                                             | ائتلاف الكلدان                          |         |   | 1       |      |
|                                             | المجلس الشعبي الكلداني السرياني الآشوري |         |   | 1       | –1   |
|                                             | التحالف المدني الديمقراطي               |         |   | 1       |      |
|                                             | حزب النهج الديمقراطي                    |         |   | 1       |      |
|                                             | الحزب المدني                            |         |   | 1       |      |
|                                             | تجمع رجال العراق                        |         |   | 1       |      |
|                                             | ائتلاف الرافدين                         |         |   | 1       | –1   |
|                                             | صلاح الدين هويتنا                       |         |   | 1       |      |
|                                             | حزب التقدم الإيزيدي                     |         |   | 1       |      |
|                                             | المستقلون                               |         |   | 2       |      |
| الأصوات الباطلة                             | الأصوات الباطلة                         |         | – | –       | –    |
| المجموع                                     | المجموع                                 |         |   | 329     | +1   |
| الذين يحق لهم الانتخاب                      | الذين يحق لهم الانتخاب                  |         |   | –       | –    |
| المصدر: المفوضية العليا المستقلة للانتخابات |                                         |         |   |         |      |

## قائمة رؤساء مجلس النواب العراقي
| اسم                        | تَسلّم منصبه                  | تَرك منصبه                   | الحزب السياسي             |
| -------------------------- | --------------------------- | --------------------------- | ------------------------- |
| محمود المشهداني            | 16 آذار/مارس 2006           | 23 كانون الأول/ديسمبر 2008  | جبهة التوافق العراقية     |
| أياد السامرائي             | 19 نيسان/أبريل 2009         | 14 تموز/يوليو 2010          | جبهة التوافق العراقية     |
| محمد فؤاد معصوم (بالنيابة) | 14 حزيران/يونيو 2010        | 11 تشرين الثاني/نوفمبر 2010 | التحالف الوطني الكردستاني |
| أسامة النجيفي              | 11 تشرين الثاني/نوفمبر 2010 | 14 تموز 2014                | القائمة العراقية الوطنية  |
| سليم الجبوري               | 14 تموز 2014                | 15 أيلول/ديسمبر 2018        | ديالى هويتنا              |
| محمد الحلبوسي              | 15 أيلول/سبتمبر، 2018       | 7 تشرين الأول/أكتوبر 2021   | تحالف الأنبار هويتنا      |
| محمد الحلبوسي              | 9 كانون الثاني/يناير 2022   | 14 تشرين الثاني 2023        | تحالف تقدم                |
| محسن المندلاوي (وكالة)     | 14 تشرين الثاني 2023        | 31 اكتوبر/تشرين الاول 2024  | مستقل                     |
| محمود المشهداني            | 31 اكتوبر/تشرين الاول 2024  | في المنصب                   | مستقل                     |

## الحواشي
1. ↑  دستور العراق:المادة (61)
2. ↑  "Constitute - العراق 2005 دستور". www.constituteproject.org. مؤرشف من الأصل في 2022-09-22. اطلع عليه بتاريخ 2022-09-20.
3. ↑  سلمان، سمير داود. "الصلاحيات البرلمانية في دستور 2005 العراقي". المجلة السياسية والدولية: 2. مؤرشف من الأصل في 2020-12-25. اطلع عليه بتاريخ 2020-12-25.
4. 1 2  "الدستور العراقي – National Investment Commission". مؤرشف من الأصل في 2022-09-20. اطلع عليه بتاريخ 2022-09-20.
5. ↑  دستور العراق:المادة (49)
6. ↑  "الدستور العراقي:المادة (56)". مجلس النواب العراقي. مؤرشف من الأصل في 2022-09-21.
7. ↑  Editorial, Reuters. "Business & Financial News, U.S & International Breaking News | Reuters". U.S. (بالإنجليزية). Archived from the original on 2019-05-26. Retrieved 2018-03-12. {{استشهاد ويب}}: |الأول= باسم عام (help)
8. ↑  The Times & The Sunday Times نسخة محفوظة 23 مايو 2011 على موقع واي باك مشين.
9. ↑  BBC NEWS | Middle East | Iraq MPs condemn parliament blast نسخة محفوظة 18 أكتوبر 2017 على موقع واي باك مشين.
10. ↑  NPR: Iraqi Parliament Pulls Together as Break Looms نسخة محفوظة 12 فبراير 2018 على موقع واي باك مشين.
11. ↑  كلمة كوتا (بالإنجليزية: Quota)، تعني حصة أو جزء مخصص، تستخدم في اللغة العربية كلفظة مقابل للحصة النسبية في أنظمة نيابية

## وصلات خارجية
- قاعدة التشريعات والتنظيمات العراقية
- السلطة القضائية العراقية
- مجلس الوزراء العراقي
- مجلس النواب العراقي
- برنامج الأمم المتحدة الإنمائي
- برنامج إدارة الحكم في الدول العربية
- مكتب العراق لبرنامج الأمم المتحدة الإنمائي نسخة محفوظة 3 يونيو 2022 على موقع واي باك مشين.
- بعثـة الأمم المتحـدة لمســاعدة العراق - يونـامـي